# Lamprempis cyanea
Lamprempis cyanea är en tvåvingeart som beskrevs av Luigi Bellardi 1861. Lamprempis cyanea ingår i släktet Lamprempis och familjen dansflugor. Inga underarter finns listade i Catalogue of Life.